# Département de Chacabuco (San Luis)
Pour les articles homonymes, voir Chacabuco.
Le département de Chacabuco est une des 9 subdivisions de la province de San Luis, en Argentine. Son chef-lieu est la ville de Concarán.

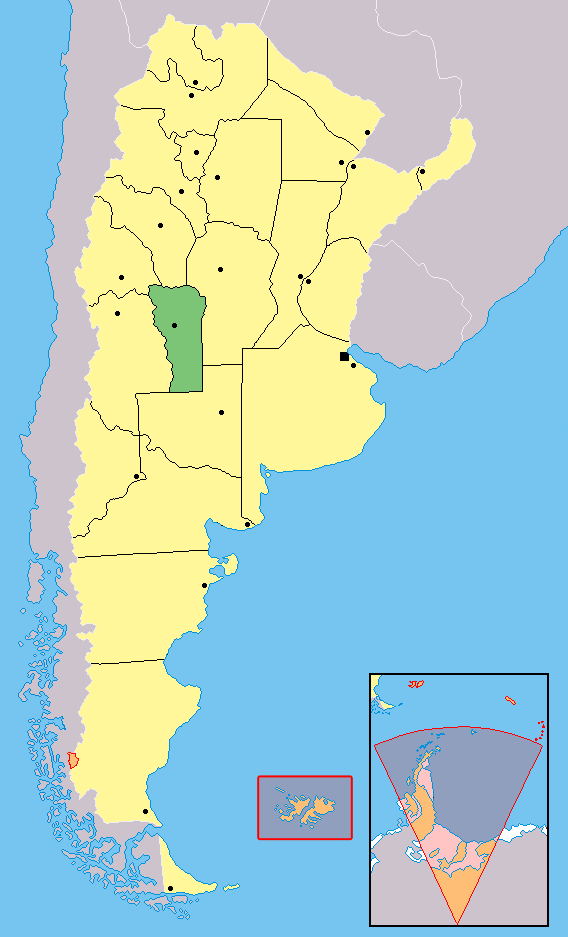
Localisation de la province de San Luis en Argentine

Il a une superficie de 2 561 km2 et comptait 18 410 habitants en 2001.